# Hauptpostamt Erfurt
Das ehemalige Post- und Telegraphenamt, erbaut 1882 bis 1886, ist ein Baudenkmal, das sich am Anger 66–73 (früher: Anger 66–68/Ecke Schlösserstraße 47–49) befindet. Der Anger ist der zentrale Platz der thüringischen Landeshauptstadt Erfurt. Er befindet sich im Südosten der Altstadt, zwischen Dom und Hauptbahnhof.

## Hauptpostamt

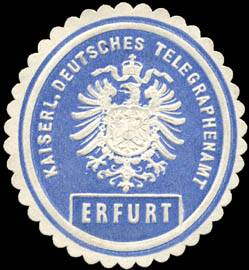
Siegelmarke Telegraphenamt Erfurt, um 1900

Das Hauptpostamt ist ein als Kaiserliches Hauptpostamt erbautes Gebäude nach dem Entwurf der Bauabteilung im Reichspostamt in Berlin unter August Kind (Grundriss) und Julius Carl Raschdorff (Ausarbeitung). Für die architektonische Gestaltung wurden neogotische Stilformen gewählt. Geplant wurde es von dem Architekten Klamodt. Zuvor standen hier Häuser aus dem Mittelalter, darunter befanden sich auch zwei Patrizierhäuser. Das Hauptpostamt ist ein Eckbau, an seiner Ecke befindet sich der Hauptpostturm. Der Helm des Hauptpostturms wurde im April 1945 durch Artilleriebeschuss zerstört und danach bis 1949 in vereinfachter Form wiedererrichtet.

## Architektur
Im Jahre 1885 gab es einen Streit mit der Bauabteilung des Arbeitsministeriums hinsichtlich der Überziehung von Baukosten bzw. der ungenügenden Reduzierung von Baukosten bei Postbauten, bei dem auch der Neubau von Erfurt zur Sprache kam.
Ungeachtet dieser internen Streitigkeiten wurde 1886 das Post- und Telegrafengebäude für Gesamtbaukosten von 722.000 Mark am Anger fertiggestellt. Wie in Postbauten des Deutschen Reichs beschrieben: „In 3 Hauptgeschossen erhebt sich der Bau, bekrönt mit einer durchbrochenen Maaßwerksgallerie, zu einer Höhe von 17 Metern in der Vorderfront – Letztere wird an der Seite … durch ein Mittelrisalit mit aufsteigendem, leicht getheiltem Spitzgiebel unterbrochen. Hier führt der Eingang zu den Schalterstellen des Brief-, Geld- und Zeitungsverkehrs durch eine gewölbte und in lichten Farben dekorirte Vorhalle. … An figürlichem Schmuck befinden sich in den Giebelfeldern der Reichsadler, der Preußische Adler und die sächsischen Landeswappen, und zwischen den Spitzbogenfenstern des Erdgeschosses eine Anzahl Reliefdarstellungen, auf Post, Telegraphie, Gewerbe, Handel und Weltverkehr hindeutend.“ Im Erdgeschoss sind wie üblich die Räume des Postamtes, im Obergeschoss die der Oberpostdirektion und im Dachgeschoss die Telegrafie und die Fernsprecheanlage sowie die Dienstwohnungen untergebracht.

## Geschichte

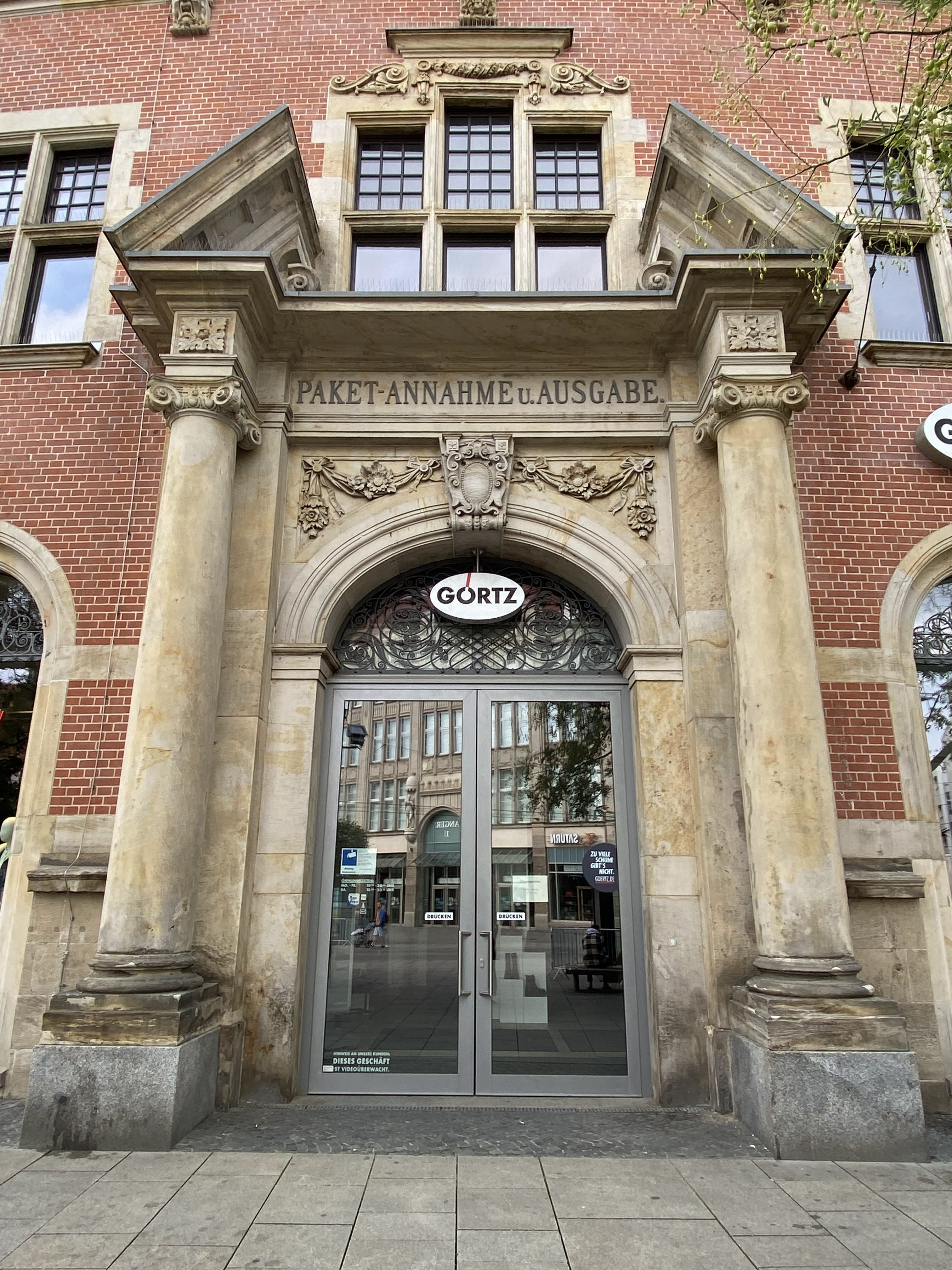
Eines der Türportale

Schon 1740 ist in Erfurt ein Kaiserliches Postamt belegt. Auch hier erforderte der zunehmende postalische Verkehr, der um 1818 mit ca. zehn Personen, nun um 1890 aber von 137 Beamten und 98 Unterbeamten realisiert wurde, den Neubau eines Post- und Telegrafengebäudes für die Oberpostdirektion Erfurt, deren Zuständigkeitsbereich die thüringischen Kleinstaaten umfasste.
Die Erfurter Oberpostdirektion wurde am 1. Januar 1850 im Zuge der Neuordnung des preußischen Postwesens im ehemaligen Gebäude Anger 68 eröffnet. August Friedrich Lenz (1809–1869) war von 1854 an Oberpostdirektor in Erfurt und blieb in diesem Amt über 13 Jahre. Das Jahr 1867 brachte größere Veränderungen bei der preußischen Post im Allgemeinen und bei der Oberpostdirektion Erfurt im Besonderen. Am 28. Januar 1867 ging vertragsmäßig die bis zu diesem Zeitpunkt noch vorhandene Thurn-und-Taxis-Post an den preußischen Staat über. Mit dem Reichspostfinanzgesetz vom 18. März 1924 wurde die Post zur selbstständigen Verwaltung Deutsche Reichspost umgestaltet. Um den gestiegenen Zuwachs zu kompensieren, wurde ein neues OPD-Gebäude errichtet und 1929 übergeben.
Mit der Gründung der DDR wurde die Deutsche Post der DDR durch das Ministerium für Post- und Fernmeldewesen der DDR (MPF) geleitet, und mit der territorialen Gliederung in Bezirke wurde in Erfurt eine Bezirksdirektion der Deutschen Post (BDP) eingerichtet, die das Hauptpostamt als Postzentrale der Stadt Erfurt nutzte. Mit der Wiedervereinigung Deutschlands 1990 wurde die Deutsche Post der DDR in die Deutsche Bundespost integriert. Diese nutzt das Gebäude heute noch als Zentrale Annahmestelle für Briefe und Pakete.
Im Frühjahr 2006 wurde mit einer umfangreichen Modernisierung und Neugestaltung begonnen.
Nach Abschluss sämtlicher Arbeiten im Juni 2007 bietet das historische Hauptpost-Areal heute auf rund 13.900 m² Einzelhandels- und Büroflächen, davon 4.508 m² Einzelhandelsflächen im Erdgeschoss.

## Philatelistische Würdigung
Eine Briefmarke, die das Hauptpostamt Erfurt zeigt, erschien am 9. Februar 1982. Die Ausgabe der Deutschen Post erschien als Teil der Serie Bauten der  Deutschen Post (Mi. Nr. 2675) mit dem Wert von 35 Pfennig. Der Entwurf stammt von dem Briefmarkendesigner und Gebrauchsgraphiker Ralf-Jürgen Lehmann. Die Auflage betrug 4.000.000 Stück.